# Emsetal
Emsetal là một đô thị thuộc huyện Gotha, ở bang Thüringen, Đức. Đô thị này có diện tích 29,87 km², dân số thời điểm ngày 31 tháng 12 năm 2006 là 3030 người.